# ليو نينغ
ليو نينغ هو سياسي صيني، ولد في يناير 1962 في لينجيانغ ‏ في الصين. نشط حزبياً في الحزب الشيوعي الصيني.